# Berville-en-Roumois
Berville-en-Roumois – miejscowość i dawna gmina we Francji, w regionie Normandia, w departamencie Eure. W 2013 roku populacja gminy wynosiła 854 mieszkańców. 
W dniu 1 stycznia 2017 roku z połączenia trzech ówczesnych gmin – Berville-en-Roumois, Bosguérard-de-Marcouville oraz Houlbec-près-le-Gros-Theil – utworzono nową gminę Les Monts-du-Roumois. Siedzibą gminy została miejscowość Berville-en-Roumois. 